# Wim Danckaert
Wim Edgard Arthur Danckaert (Antwerpen, 5 juli 1962) is een Vlaams acteur. Hij is de zoon van acteur Hugo Danckaert en actrice Ria Verschaeren. Wim is de broer van kunstenaar Bert Danckaert.

## Loopbaan
Danckaert speelde mee in diverse films en televisieseries, maar hij is waarschijnlijk het bekendst geworden door zijn rol in de politieserie Flikken, waarin hij als Kris Geysen eerst bij de Dienst Intern Toezicht werkt, en later commissaris wordt van het flikkenteam. Kris Geysen vertrok in 2001 uit de serie (met daarna nog een gastrol in 2004), maar Wim Danckaert bleef: hij is achter de schermen actief gebleven als spelleider. Geysen duikt opnieuw op in reeks 8. Hij had een gastrol als een ander personage in de 'voorloper' Heterdaad (1997). Hij had gastrollen in andere politieseries Witse, Aspe, Zone Stad, Vermist, Coppers, Professor T. en Rupel. Verder had hij gastrollen in Windkracht 10, F.C. De Kampioenen (als Frank Dehaene in aflevering Baboeleke) en De Kotmadam. Ook in de Belgisch-Nederlandse sciencefiction televisieserie Arcadia had hij een terugkerende gastrol.
Hij had rollen in verschillende telenovelles zoals als Marc Jacobs in Emma op VRT 1 en in Sara, David als Frederik Vandenbrande en Lisa als Herbert Danton op VTM. Danckaert speelde Stijn De Ridder in De Rodenburgs.
Danckaert vertolkte van 2004 tot 2005, en opnieuw van 2008 tot 2009, de rol van politie-inspecteur Sylvain Geens in de Eén/VRT 1-soapserie Thuis. Hij was eerder te zien in 1999 als de echtgenoot van Kristien Michiels en vader van Koen en speelde recent in eind 2024 voor de derde keer mee als Lieven Cremers, de agressieve vader van Tim Cremers (zoals Sylvain ook een politie-inspecteur) die zijn zoons partner Sam De Witte fataal sloeg op het hoofd en nadien zelf werd gedood door kleindochter Hanna Cremers. Voor die rol zag Danckaert potentieel en probeerde hij de scenaristen te overtuigen om het personage langer aan boort te houden maar het bleef een korte verschijning van twee maanden. Hij speelde van 2017 tot 2018 de rol van Ward Beeldens in de VTM-soapserie Familie.
Hij speelde hij de rol van verveelde echtgenoot in een veelvuldig op de Vlaamse en Nederlandse televisie uitgezonden reclame voor mineraalwater.
Wim Danckaert heeft samen met zijn partner (de dochter van actrice Annie Geeraerts) een zoon.

## Filmografie
- Klein Londen, Klein Berlijn (1988) - als Marc Sierens
- TECX (1990) - als Pieter Heymens
- De getemde feeks (1991) - als Petrucchio
- De bossen van Vlaanderen (1991) - als Karel Tanghe
- De gouden jaren (1992)
- Hamlet (1993) - als Hamlet
- Niet voor publikatie (1994) - als notaris
- Buiten De Zone (1994) - als museumgids
- De Put (1994) - als Rik Jans
- Dokters (1997) - als David
- Heterdaad (1997) - als Raf Cauwenberghs
- Windkracht 10 (1997) - als F-16-piloot Luc
- Deman (1998) - als Teniers
- Thuis (1999) - als man van Kristien en vader van Koen
- Flikken (1999-2001, 2004, 2007) - als Kris Geysen
- Brussel Nieuwsstraat (2000)
- Recht op Recht (2000) - als psychiater
- Stille Waters (2001-2002) - als Guido Moereels
- F.C. De Kampioenen (2001) - als Frank Dehaene
- Sedes & Belli (2003) - als Eric Dewaele
- Witse (2005) - als Wim Servaes
- De Hel van Tanger (2006) - als kabinetschef
- Aspe (2006) - als Armand Desmedt
- Kinderen van Dewindt (2007) - als Ludo
- Emma (2007) - als Marc Jacobs
- Sara (2007) - als boekhouder
- Zone Stad (2008) - als Filip Van Reusel
- De Smaak van De Keyser (2008) - als rechercheur
- Victor (2008) - als vader
- Witse (2005), als Frank Dhondt
- Thuis (2004-2005, 2008-2009) - als politie-inspecteur Sylvain Geens
- Jes (2009) - als Arnaud Schietecatte
- David (2009-2010) - als Frederik Vandenbrande
- Aspe (2009) - als Werner Van Hove
- De Rodenburgs (2009-2011) - als Stijn De Ridder
- Witse (2010) - als Theo Vandervurst
- Swooni (2011) - als hotelmanager Vermout
- Danni Lowinski (2012) - als Ludo Galle
- Ziel (2012) - als vader
- Aspe (2013, 2014) - als Jurgen Malfiet
- Vermist (2015) - als commissaris De Schepper
- Nachtwacht (2015) - als dokter Ferix
- De Bunker (2015) - als Felix Tambuyser
- Coppers (2016) - als boswachter Dirk Maes
- Professor T. (2016) - als vader Vercammen
- De Kroongetuigen (2016) - als Michel Wens
- De regel van 3S (2017) - als helikopterpiloot
- In de Mond van Waanzin (2017) - als Kowalski
- Vriend Van Goud (2017) - als vader
- Familie (2017-2018) - als Ward Beeldens
- If We Could Turn The Page (2018) - als Luc
- Rupel (2019) - als Staf Colaerts
- Baptiste (2019) - als Jasper
- Holiday (2019) - als Jef
- Vlaamse Flikken (2020) - als Pieter Van der Sijpe
- GR5 (2020) - als Wout
- Lisa (2021) - als Herbert Danton
- De kotmadam (2022) - als Igor
- Arcadia (2023, 2025) - als Propaganda woordvoerder
- Thuis (2024) - als Lieven Cremers
- Oh, Otto! (2025) - als Bart